# Kacy Catanzaro
Kacy Esther Catanzaro, nota con il ring name Kacy Catanzaro (Glen Ridge, 14 gennaio 1990), è una wrestler ed ex ginnasta statunitense.
In carriera ha detenuto una volta l'NXT Women's Tag Team Championship e il Women's Tag Team Championship entrambi con Kayden Carter.

## Biografia
Nata a Glen Ridge, nel New Jersey, Catanzaro è cresciuta e ha frequentato la scuola superiore nella vicina Belleville ed è di origine italiana. Ha iniziato a fare ginnastica all'età di cinque anni. Ha frequentato la Towson University di Towson, nel Maryland, dal 2009 al 2012, studiando l'educazione della prima infanzia con una borsa di studio in atletica.

## Carriera

### WWE (2017–2025)

#### Mae Young Classic (2018)
Il 4 gennaio 2017 è stato annunciata la sua firma con la WWE, venendo mandata al WWE Performance Center. Il 19 aprile, effettua il suo debutto sul ring durante un house show, dove è stata sconfitta da Reina Gonzalez. Successivamente, la Catanzaro ha partecipato alla prima edizione del Mae Young Classic sconfiggendo Reina Gonzalez al primo turno il 12 settembre, ma perdendo contro Rhea Ripley nel secondo turno il 3 ottobre, terminando la sua avventura nel torneo. In seguito, è stata assegnata al roster di NXT, territorio di sviluppo della WWE.

#### NXT(2019–2022)
Il 27 gennaio 2019, alla Royal Rumble, ha partecipato al match femminile omonimo entrando col numero 19, ma è stata eliminata da Rhea Ripley del roster di NXT UK, dopo essersi resa protagonista di un salvataggio spettacolare. Nella puntata di NXT del 27 marzo, la Catanzaro fa la sua prima ufficiale apparizione nel roster lottando in coppia con Lacey Lane, affrontando il team formato da Aliyah e Vanessa Borne, terminato in no-contest a seguito dell'intervento di Shayna Baszler, Jessamyn Duke e Marina Shafir, stabilendosi come face. Fece la sua prima apparizione per NXT UK nella puntata del 17 aprile, dove è stata sconfitta da Rhea Ripley. Nella puntata di NXT del 24 aprile, la Catanzaro fa squadra con Candice LeRae avendo la meglio su Aliyah e Vanessa Borne. Nella puntata di NXT del 24 luglio, è stata sconfitta da Io Shirai per squalifica, quando Candice LeRae interrompe il match attaccando la Shirai. Nel mese di agosto, viene riportato che la Catanzaro ha subito un infortunio alla schiena. Successivamente, iniziano a speculare voci che la Catanzaro abbia lasciato la WWE, parlando addirittura di ritiro dal wrestling. Il 20 ottobre, il suo profilo sul sito WWE.com viene spostato nella sezione Alumni, nonostante nessuna delle due parti abbia confermata o negato qualcosa.
Nella puntata di NXT del 15 gennaio 2020, fa il suo ritorno nella federazione a sorpresa prendendo parte ad una Women's Battle Royal match per decretare la prima sfidante all'NXT Women's Championship detenuto da Rhea Ripley in quel di NXT TakeOver: Portland, dove viene eliminata da Io Shirai. Il giorno seguente, la Catanzaro conferma il suo ritorno e la sua ufficiale collocazione in quel di NXT, dicendo che il suo allontanamento era dovuto al fatto che non fosse sicura di intraprendere questo tipo di carriera. Nella puntata di NXT del 5 febbraio, ritorna a lottare un match singolo dove è sconfitta da Mercedes Martinez. Nella puntata di NXT del 10 giugno, è stata sconfitta da Dakota Kai; a fine match, viene assalita brutalmente dalla Kai, ma arriva Kayden Carter a salvarla, che però viene messa violentemente al tappeto da Raquel Gonzalez. Nella puntata di NXT del 17 giugno, accompagna Kayden Carter nel suo match perso contro Dakota Kai, durante il quale cerca di proteggere l'amica dall'intervento di Raquel González, venendo però messa al tappeto. Nella puntata di NXT del 24 giugno, insieme a Carter sono state sconfitte da Dakota Kai e Raquel González, quando Kai sottomette la Catanzaro per la vittoria.
Nella puntata di NXT 2.0 del 22 febbraio sconfissero Ivy Nile e Tatum Paxley nei quarti di finale del Dusty Rhodes Tag Team Classic femminile. Dopo aver cambiato ring name in "Katana Chance", nella puntata di NXT 2.0 del 2 agosto Chance e Carter vinsero il vacante NXT Women's Tag Team Championship in un Fatal 4-Way match che comprendeva anche Gigi Dolin e Jacy Jayne, Ivy Nile e Tatum Paxley e Yulisa León e Valentina Feroz. In seguito, mantennero le cinture contro Nikkita Lyons e Zoey Stark dapprima il 26 ottobre e poi l'8 novembre ad NXT. Nella puntata di NXT del 24 gennaio conservarono i titoli contro Alba Fyre e Sol Ruca. Persero poi le cinture di coppia femminili contro Fallon Henley e Kiana James il 4 febbraio a NXT Vengeance Day, interrompendo un lungo regno durato 186 giorni.

#### Raw(2023–2025)
Il 1º maggio 2023, per effetto del Draft, Chance e Carter vennero promosse al roster di Raw. Le due debuttarono a Raw il 5 giugno venendo sconfitte dalle Women's Tag Team Champions Ronda Rousey e Shayna Baszler in un match non titolato. Il 6 novembre, a Raw, partecipò ad una battle royal per determinare la nuova sfidante di Rhea Ripley per il Women's World Championship ma venne eliminata da Ivy Nile. Nella puntata di Raw del 18 dicembre Carter e Chance sconfissero Chelsea Green e Piper Niven vincendo il Women's Tag Team Championship per la prima volta. Prevalsero poi anche nella rivincita titolata svoltasi l'8 gennaio 2024 a Raw. Nella puntata di SmackDown del 19 gennaio Carter e Chance difesero le cinture contro la Unholy Union (Alba Fyre e Isla Dawn). Persero poi le cinture nella puntata di SmackDown del 26 gennaio contro le Kabuki Warriors dopo 39 giorni di regno. Il 27 gennaio, a Royal Rumble, partecipò all'omonimo incontro entrando col numero 9 ma venne eliminata da Nia Jax. Il 5 febbraio a Raw, non riuscirono a riconquistare il Women's Tag Team Championship nella rivincita contro le Kabuki Warriors.
Il 2 maggio 2025 è stata licenziata insieme a numerosi altri colleghi.

## Vita privata
La Catanzaro ha avuto una relazione con il collega Ricochet.

## Personaggio

### Mosse finali
- Satellite DDT
- Slingshot senton
- 360° double knee facebreaker

### Soprannomi
- "Mighty"

## Titoli e riconoscimenti
- Pro Wrestling Illustrated
  - 63ª tra le 100 migliori wrestler femminili nella PWI Women's 100 (2019)

- WWE
  - NXT Women's Tag Team Championship (1) – con Kayden Carter
  - WWE Women's Tag Team Championship (1) – con Kayden Carter